# Площа Перемоги (станція метро, Київ)
Площа Перемоги — проєктована станція Київського метрополітену. У перспективі, за проєктом, буде розташована на Галицькій площі після 2030 року та матиме вихід до швидкісного трамваю.